# Toby: The Secret Mine
Toby: The Secret Mine — компьютерная инди-игра в жанре платформер-головоломка с боковой прокруткой, разработанная независимым разработчиком Лукашом Навратилом. Первоначально игра вышла на платформах Windows и Linux 20 октября 2015 года. Впоследствии были выпущены версии для мобильных платформ Android и iOS (14 апреля 2016), игровых консолей Wii U (19 января 2017), Xbox One (20 января 2017), PlayStation 4 (6 июля 2017), а также Nintendo Switch (24 июля 2018 в Северной Америке, 9 июля 2020 в Японии). По словам разработчика, на создание игры его вдохновили такие проекты, как Limbo, Nihilumbra, Badland и Type:Rider.

## Игровой процесс
Toby: The Secret Mine — платформер с элементами головоломки, выполненный в технике силуэтной графики, схожей с Limbo. Игра состоит из 21 уровня с различными локациями, включающими леса, пещеры, шахты и территории, охваченные снежной бурей. Управляя персонажем по имени Тоби, игрок решает головоломки и избегает ловушек, специфика которых зависит от типа местности. Заснеженные уровни отличаются наличием элементов, требующих точного расчёта времени при выполнении прыжков. Дополнительным элементом игрового процесса является поиск похищенных друзей главного героя, спрятанных на уровнях.

## Сюжет
В центре сюжета — история безымянного города, жители которого становятся жертвами похищений, осуществляемых красноглазыми существами кошачьего вида. Главный герой Тоби отправляется в путешествие для спасения похищенных друзей. Основные события разворачиваются в Затерянной шахте, где герою приходится преодолевать многочисленные ловушки. Достигнув убежища похитителей, Тоби вступает в противостояние с их предводителем. После победы игроку предлагается сделать выбор между принятием короны лидера похитителей и уничтожением противника. Выбор короны приводит к превращению Тоби в нового лидера с красными глазами, обращению его друзей ко злу и завершается сценой, где протагонист наблюдает с утёса за горящим родным миром. При выборе уничтожения похитителя происходит освобождение друзей и их возвращение домой.

## Разработка
Разработка игры продолжалась полтора года. Создателем выступил Лукаш Навратил, работавший над проектом в одиночку. На разработку оказали влияние такие игры, как Limbo, Nihilumbra, Badland и Type:Rider. В процессе создания разработчику пришлось преодолевать трудности, связанные с недостатком опыта. Выпуск игры состоялся в октябре 2015 года на платформе Steam через систему Steam Greenlight. Версия для Nintendo Switch вышла в Японии 9 июля 2020 года. Также планировался выпуск версии для iOS.

## Приём
| Сводный рейтинг | Сводный рейтинг                                                                        |
| Агрегатор       | Оценка                                                                                 |
| --------------- | -------------------------------------------------------------------------------------- |
| GameRankings    | 63,27 %                                                                                |
| Metacritic      | 70/100 (PC) 62/100 (XBox One) 50/100 (PS4) 50/100 (iOS) 56/100 (Wii U) 63/100 (Switch) |

Игра получила cмешанные отзывы. На сайте-агрегаторе Metacritic средняя оценка игры составляет 50 из 100 на основе 9 обзоров для платформы PS4 и 62 из 100 на основе 15 обзоров для платформы Xbox One.
Keengamer сообщил, что «игра выглядит и звучит прекрасно. Лично я нашёл игру чрезвычайно захватывающей». В обзоре хвалили эстетику и игровой процесс игры, включая разделы головоломок. Критика была сдержана из-за отсутствия сюжета и неинтуитивной природы некоторых секций. Игра получила оценку 6/10.
Gone With the Win раскритиковал сходство Toby: The Secret Mine с Limbo, но похвалил её очарование и игровой процесс. Автор также раскритиковал неинтуитивные решения головоломок, но в целом дал игре положительную оценку 7/10.
YourApps Info сообщил, что «Если вам нравятся сложные (но не разочаровывающие) платформеры и визуальный стиль Limbo — вы получите массу удовольствия от Toby».
GamersObservation сообщил, что «Мне очень понравилась игра. Понравился художественный стиль, а игровой процесс был действительно хорош из того, что я видел до сих пор. У меня нет никаких претензий, просто очень хороший платформер в целом!».